# منتخب لوكسمبورغ لكرة الطائرة للرجال
منتخب لوكسمبورغ الوطني لكرة الطائرة للرجال (بالفرنسية: Équipe du Luxembourg de volley-ball)‏ هو ممثل لوكسمبورغ الرسمي في المنافسات الدولية في كرة طائرة .